# WTA-toernooi van Richmond
Het WTA-toernooi van Richmond was een tennistoernooi voor vrouwen dat van 1970 tot en met 1984 plaatsvond in de Amerikaanse stad Richmond. De officiële naam van het toernooi was Virginia Slims of Richmond en Central Fidelity Bank International.

## Langste partij
Het toernooi van 1984 was opmerkelijk doordat de Amerikaanse Vicki Nelson (tijdens de eerste ronde op 24 september) 6 uur en 31 minuten nodig had om landgenote Jean Hepner te verslaan (6–4, 7–6). Dit is de langste tenniswedstrijd (bij vrouwen en mannen) die binnen één dag is gespeeld. De tiebreak, die eindigde bij 13–11, duurde 1 uur en 47 minuten, een record in het professionele tennis. Tijdens die tiebreak werd (bij setpunt voor Hepner, 11–10) een punt gespeeld dat 29 minuten duurde, en 643 slagen telde – ook dit is een record.

## Officiële namen
| 1970–1973 | Virginia Slims of Richmond          |
| 1979–1983 | Central Fidelity Bank International |
| 1984      | Ginny of Richmond                   |

## Meervoudig winnaressen enkelspel
| speelster           | aantal titels | in de jaren |
| ------------------- | ------------- | ----------- |
| Billie Jean King    | 2             | 1970, 1972  |
| Martina Navrátilová | 2             | 1979, 1980  |

## Enkel- en dubbelspeltitel in één jaar
| speelster            | in het jaar |
| -------------------- | ----------- |
| Billie Jean King     | 1970, 1972  |
| Margaret Smith-Court | 1973        |
| Martina Navrátilová  | 1980        |
| Rosalyn Fairbank     | 1983        |
| JoAnne Russell       | 1984        |

## Finales

### Enkelspel
| Datum      | Naam                                | ($)           | Ondergrond        | Winnares            | Verliezend finaliste | Uitslag       |               |
| ---------- | ----------------------------------- | ------------- | ----------------- | ------------------- | -------------------- | ------------- | ------------- |
| 1970-11-05 | Virginia Slims of Richmond          | 8.200         | gravel, binnen    | Billie Jean King    | Nancy Richey         | 6-3, 6-3      |               |
| 1971       | geen toernooi                       | geen toernooi | geen toernooi     | geen toernooi       | geen toernooi        | geen toernooi | geen toernooi |
| 1972-03-20 | Virginia Slims of Richmond          | 18.000        | gravel, binnen    | Billie Jean King    | Nancy Gunter         | 6-3, 6-4      |               |
| 1973-03-12 | Virginia Slims of Richmond          | 25.000        | gravel, binnen    | Margaret Court      | Janet Newberry       | 6-2, 6-1      |               |
| 1974–1978  | geen toernooi                       | geen toernooi | geen toernooi     | geen toernooi       | geen toernooi        | geen toernooi | geen toernooi |
| 1979-08-13 | Central Fidelity Bank International | 100.000       | tapijt, binnen    | Martina Navrátilová | Kathy Jordan         | 6-1, 6-3      |               |
| 1980-07-21 | Central Fidelity Bank International | 100.000       | tapijt, binnen    | Martina Navrátilová | Mary-Lou Piatek      | 6-3, 6-0      |               |
| 1981-08-10 | Central Fidelity Bank International | 100.000       | tapijt, binnen    | Mary-Lou Piatek     | Sue Barker           | 6-4, 6-1      |               |
| 1982-12-06 | Central Fidelity Bank International | 125.000       | tapijt, binnen    | Wendy Turnbull      | Tracy Austin         | 6-7, 6-4, 6-2 |               |
| 1983-09-19 | Central Fidelity Bank International | 150.000       | tapijt, binnen    | Rosalyn Fairbank    | Kathy Jordan         | 6-4, 5-7, 6-4 |               |
| 1984-09-24 | Ginny of Richmond                   | 50.000        | hardcourt, buiten | JoAnne Russell      | Michaela Washington  | 6-2, 4-6, 6-2 |               |

### Dubbelspel
| Datum      | Naam                                | ($)           | Ondergrond        | Winnaressen                          | Verliezend finalistes                | Uitslag       |               |
| ---------- | ----------------------------------- | ------------- | ----------------- | ------------------------------------ | ------------------------------------ | ------------- | ------------- |
| 1970-11-05 | Virginia Slims of Richmond          | 8.200         | gravel, binnen    | Rosie Casals Billie Jean King        | Mary-Ann Eisel Valerie Ziegenfuss    | 6-4, 6-4      |               |
| 1971       | geen toernooi                       | geen toernooi | geen toernooi     | geen toernooi                        | geen toernooi                        | geen toernooi | geen toernooi |
| 1972-03-20 | Virginia Slims of Richmond          | 18.000        | gravel, binnen    | Rosie Casals Billie Jean King        | Judy Dalton Karen Krantzcke          | 7-5, 7-6      |               |
| 1973-03-12 | Virginia Slims of Richmond          | 25.000        | gravel, binnen    | Margaret Court Lesley Hunt           | Karen Krantzcke Betty Stöve          | 6-2, 7-6      |               |
| 1974–1978  | geen toernooi                       | geen toernooi | geen toernooi     | geen toernooi                        | geen toernooi                        | geen toernooi | geen toernooi |
| 1979-08-13 | Central Fidelity Bank International | 100.000       | tapijt, binnen    | Betty Stöve Wendy Turnbull           | Billie Jean King Martina Navrátilová | 6-1, 6-4      |               |
| 1980-07-21 | Central Fidelity Bank International | 100.000       | tapijt, binnen    | Billie Jean King Martina Navrátilová | Pam Shriver Anne Smith               | 6-4, 4-6, 6-3 |               |
| 1981-08-10 | Central Fidelity Bank International | 100.000       | tapijt, binnen    | Sue Barker Ann Kiyomura              | Kathy Jordan Anne Smith              | 4-6, 6-7, 6-4 |               |
| 1982-12-06 | Central Fidelity Bank International | 125.000       | tapijt, binnen    | Rosie Casals Candy Reynolds          | JoAnne Russell Virginia Ruzici       | 6-3, 6-4      |               |
| 1983-09-19 | Central Fidelity Bank International | 150.000       | tapijt, binnen    | Rosalyn Fairbank Candy Reynolds      | Kathy Jordan Barbara Potter          | 6-7, 6-2, 6-1 |               |
| 1984-09-24 | Ginny of Richmond                   | 50.000        | hardcourt, buiten | Elizabeth Minter JoAnne Russell      | Jennifer Mundel Felicia Raschiatore  | 6-4, 3-6, 7-6 |               |